# Chondrocladia amphactis
Chondrocladia amphactis är en svampdjursart som först beskrevs av Schmidt 1880.  Chondrocladia amphactis ingår i släktet Chondrocladia och familjen Cladorhizidae.
Artens utbredningsområde är Florida. Inga underarter finns listade i Catalogue of Life.